# Буйгород
Буйгород — деревня в Волоколамском районе Московской области России. Входит в состав сельского поселения Кашинское. Население — 11 чел. (2010).

## География
Деревня Буйгород расположена на северо-западе Московской области, в северной части Волоколамского района, примерно в 10 км к северо-востоку от города Волоколамска, рядом с автодорогой Р107 Клин — Лотошино. Связана автобусным сообщением с районным центром.
В деревне 10 улиц — Береговая, Запрудная, Кольцевая, Овражная, Песчаная, Рассветная, Сиреневая, Сосновая, Тихая и Цветочная, зарегистрировано садовое товарищество. Ближайшие населённые пункты — деревни Глазачёво и Ремягино. У деревни берёт начало Буйгородский ручей (бассейн Иваньковского водохранилища).

## Название
Нынешняя деревня находится на месте бывшего города средневекового Тверского княжества Буйгород. Он впервые упоминается в 1497 году. Город получил название от своего местоположения. Буй на старорусском языке означает открытое высокое место. Следовательно, Буйгород — город на возвышенном месте.

## Население
| 1852 | 1859 | 1926 | 2002 | 2006 | 2010 |
| ---- | ---- | ---- | ---- | ---- | ---- |
| 588  | ↗653 | ↗769 | ↘12  | ↗19  | ↘11  |

## История
Село Буй-город с находившимися в нём двумя церквами Богоявления Господня и Архангела Михаила в 7052 (1544) г. принадлежало великому князю; при церквах были: «во дворе богоявленской поп Афанасий, да во дворе архангельской поп Василий да дьякон Елизар; а дворов в селе вытных 75 и с ключниковым двором, а людей в них 81 человек; а не вытных дворов 26, а людей в них 26 человек крестьян; а у дву попов пашни 16 десятин в одном поле, по 8 десятин попу, сена сто копен; а у дьякона пашни 4 десятины в одном поле, сена полтретьятцать копен».— Исторические материалы о церквах и сёлах XVI—XVIII ст.
В 1626 году село Буйгород находилось в Сестринском стане Волоколамского уезда, в вотчине Иосифова монастыря.
В «Списке населённых мест» 1862 года Буйгород — казённое село 2-го стана Волоколамского уезда Московской губернии по правую сторону Клинского тракта (из Волоколамска), в 11 верстах от уездного города, при речке Чёрной, с 89 дворами, православной церковью, училищем и 653 жителями (314 мужчин, 339 женщин). В селе также располагалось волостное правление.
По данным 1890 года — центр Буйгородской волости Волоколамского уезда, в селе размещалось волостное правление, имелось земское училище, число душ мужского пола составляло 314 человек.
В 1913 году — 146 дворов, волостное правление, земское училище.
По материалам Всесоюзной переписи 1926 года — центр Буйгородского сельсовета, проживало 769 жителей (342 мужчины, 427 женщин), насчитывалось 149 хозяйств, среди которых 145 крестьянских, имелась школа, располагался волостной исполнительный комитет.
С 1929 года — населённый пункт в составе Волоколамского района Московского округа Московской области. Постановлением ЦИК и СНК от 23 июля 1930 года округа как административно-территориальные единицы были ликвидированы.
В 1939 году Буйгородский сельсовет был упразднён, а Буйгород передан Поповкинскому сельсовету.
1939—1963 гг. — населённый пункт Поповкинского сельсовета Волоколамского района.
1963—1965 гг. — населённый пункт Поповкинского сельсовета Волоколамского укрупнённого сельского района.
1965—1972 гг. — населённый пункт Поповкинского сельсовета Волоколамского района.
1972—1994 гг. — населённый пункт Стеблевского сельсовета Волоколамского района (Поповкинский сельсовет переименован в Стеблевский).
В 1994 году Московской областной думой было утверждено положение о местном самоуправлении в Московской области, сельские советы как административно-территориальные единицы были преобразованы в сельские округа.
1994—2006 гг. — деревня Стеблевского сельского округа Волоколамского района.
С 2006 года — деревня сельского поселения Кашинское Волоколамского муниципального района Московской области.
На месте разрушенной в 3-й четверти XX века Богоявленской церкви установлен поклонный крест с надписью:

«Сей поклонный крест установлен и освящён 29 мая 2004 года иереем Леонидом (Рожковым) настоятелем Спировского храма во славу Божию и в память разрушенной церкви во имя Богоявления в селе Буйгород.»